# Prince Albert Radar Laboratory
Die Prince Albert Radar Laboratory (PARL) war eine ursprünglich militärische Radarstation die von der kanadischen Defence Research Telecommunications Establishment (DRTE), ein Teilbereich der Canadian Defence Research Board betrieben wurde. Sie befindet sich in Prince Albert, Saskatchewan, Kanada.

## Geschichte
Die Erforschung der Beeinflussung von Polarlichtern auf Sendesignale und Radarsysteme bescherte der United States Air Force Sorgen. Deshalb wandte sich diese an Peter Forsyth, der an der University of Saskatchewan, Saskatoon, seine Forschungen in diesem Bereich führte. Forsyth wurde nach Rome, New York, an das Rome Air Development Center eingeladen. Dort wurde vereinbart, dass in Kanada zwei Radarsatellitenstationen gebaut werden sollen, die der Forschung dienen. Die eine Station wurde in Fort Churchill gebaut, wo die Aurora-Phänomene sehr intensiv und oft auftreten, für die andere wurde ein Standort gesucht, der in einiger Entfernung zu Fort Churchill lag, aber doch nahe genug an Saskatoon. Schließlich entschied man sich für den Standort in Prince Albert. 1958 wurde das Labor eröffnet.

## Aufgaben und Ausstattung
Eine Aufgabe der Anlage bestand darin Funkübertragungen und neue Radartechniken zu erforschen, während das Phänomen der Polarlichter stattfand. Weitere Aufgaben betrafen den Bereich des Anti-Ballistic Missile (ABM-Systeme), die man in Kooperation  mit der United States Air Force bearbeitete. Sie wurde in Zusammenarbeit mit anderen Stationen am Rome Air Development Center in den USA sowie dem Lincoln Laboratory durchgeführt.
Die Anlage wird auch heute noch betrieben und wird vorwiegend dazu genutzt als satellite downlink station bekannt unter dem Namen „Prince Albert Satellite Station“ (PASS). Eine weitere Satellitenstation, die Gatineau Satellite Station befindet sich in Cantley, Québec, Kanada.
Die Anlage verfügt über ein Betriebsgebäude, zwei 10 Meter große S/X-Band-Satellitenantennen und eine 2,5 Meter große L-Band-Antenne.

## Gegenwart
Heute wird die Station für die folgenden Satelliten genutzt:
- ERS
- Envisat
- NOAA
- Landsat
- RADARSAT-1
- RADARSAT-2